# Dekra Automotive
 (février 2015).
Dekra Automotive est une filiale du groupe allemand Dekra dont les activités regroupent le contrôle technique de véhicules, le service aux constructeurs automobiles, la gestion de véhicules d’occasion et les centres d’essais et tests de sinistres.
Dekra Automotive est présent dans 28 pays, emploie près de 12 000 personnes et a fait 1,12 milliard de chiffre d'affaires en 2011.

## Historique
En 1925, Dekra e. V. est créée à Berlin par un groupe de transporteurs en tant qu’association indépendante gérant le contrôle des véhicules.
En 1960, l’administration allemande délivre un agrément national pour le contrôle technique à Dekra .
En 1986, Dekra implante son activité de contrôle technique en France.
Entre 1993 et 2007, Dekra mène une politique de développement articulée autour du rachat de l’enseigne Autocontrol (1993), du rapprochement avec l’enseigne Veritas Auto (1994) et du rachat de Norisko (2005).
En 2006, le réseau Dekra Veritas Automobile S.A. devient Dekra Automotive S.A.. La société a signé la charte de partenariat avec la DSCR (Direction de la Sécurité et de la Circulation Routières) en 2000  et la charte européenne de la sécurité routière en 2008.

## Activités

### Dekra Contrôle Technique
Le contrôle technique de véhicules est l’activité historique et principale du groupe Dekra. De 2002 à 2010, Dekra est passé de 3 millions à 20 millions de contrôles techniques par an. En 2010, pour la zone France, Dekra revendiquait 5,5 millions de clients pour 26 % de parts de marché.
En France, Dekra opère au travers ses propres centres (Société Auto Bilan France) et son réseau de franchisés (Dekra, Norisko, Autocontrol). En 2012, Dekra dispose de 1517 centres de contrôle technique. Dekra Automotive est également présent en Espagne, au Maroc et au Portugal.
L’activité de contrôle technique de Dekra s’étend aux véhicules légers et aux poids lourds.

### Dekra Automotive Solutions
Dekra Automotive Solutions regroupe l’ensemble des services BtoB liés au véhicule d’occasion proposés par Dekra Automotive : gestion du defleet, remarketing des véhicules d’occasion et professionnalisation des réseaux de marque.
Dekra Automotive Solutions offre également des prestations de formation, d’audit et de conseil aux réseaux de distribution et de réparation automobiles.

### Test Center
Dekra a développé Dekra Test Center, qui regroupe deux centres d’essais et de recherche visant à tester la fiabilité des véhicules et équipements.

## Les chiffres clés
- CA Dekra Contrôle Technique 2011 : 683,5 millions d’euros
- CA Dekra Automotive Solutions 2011 : 349,5 millions d’euros
- CA autres activités 2011 : 87,1 millions d’euros

## Initiatives en France
Dekra a développé un concept de centre environnemental, axé sur la rénovation des centres  et sur la commercialisation d’un forfait vert en partenariat avec l’association Planète Urgence .